# Primeiro Voo Experimental da SpaceX Starship
O Primeiro Voo Experimental da SpaceX Starship (Integrated Flight Test 1, ou IFT-1) ocorreu no dia 20 de abril de 2023, às 13:33 UTC, após ter recebido a licença da Administração Federal de Aviação. A SpaceX usou os protótipos Starship 24 e Booster 7 no teste. O foguete perdeu o controle quatro minutos após o lançamento, terminando a missão com sua prematura destruição. Foi sucedido pelo segundo voo experimental, que ocorreu em novembro de 2023.

## Antecedentes

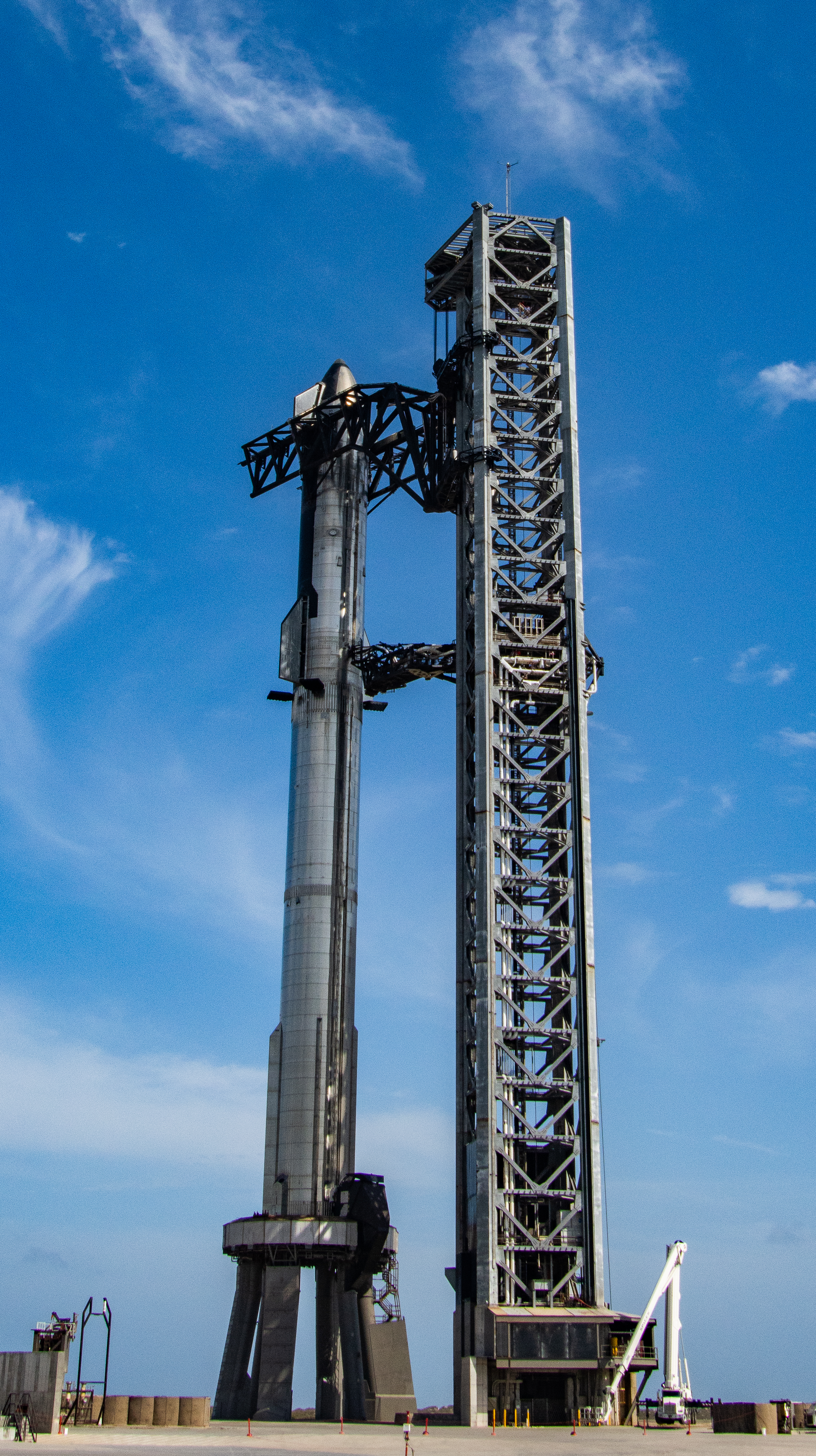
SpaceX Starship Booster 7/Ship 24 montado no Orbital Launch Mount na Starbase em Boca Chica, Texas, quatro dias antes do lançamento em seu primeiro vôo de teste, 16 de abril de 2023

Starship deverá ser um veículo de lançamento superpesado totalmente reutilizável, projetado pela SpaceX. Composto por dois estágios, deverá ser usado para o lançamento de satélites, turismo espacial e viagens interplanetárias.
Uma revisão ambiental da área de lançamento foi concluída  em junho de 2022 com a avaliação de que não encontraram um "impacto ambiental significativo", o que necessitou que a companhia realizasse diversas alterações para preservar as áreas ambientais e históricas, mas permitiu que a licença de lançamento fosse aprovada.
Uma revisão relacionada com o preparo para o voo foi completada no dia 8 de abril de 2023, com Elon Musk anunciando no Twitter que o foguete estava "pronto para lançamento; esperando aprovação regulatória". Um ensaio marcado para 11 de abril foi cancelado. A SpaceX recebeu sua licença da Administração Federal de Aviação, válida por cinco anos, no dia 14 de abril de 2023.  A empresa esperava realizar o lançamento a partir do dia 17 de abril de 2023.

## Missão
O lançamento ocorreu na Starbase, uma base espacial da SpaceX em Boca Chica, Texas, feita para a construção e lançamento do Starship. Os veículos, Booster 7 e Ship 24, foram separados no dia 12 de abril para a adição do sistema de destruição do veículo no estágio superior.

### 1ª tentativa
A primeira tentativa ocorreu no dia 17 de abril de 2023, mas foi cancelada nove minutos antes da decolagem e transformada num ensaio de abastecimento devido a uma válvula presa. A SpaceX esperava necessitar de no mínimo 48 horas antes de realizar uma nova tentativa, remarcando o lançamento para o dia 20 de abril.

### 2ª tentativa e destruição
A segunda tentativa ocorreu no dia 20 de abril de 2023, às 13:33 UTC. A contagem regressiva foi interrompida cerca de 40 segundos antes do lançamento, mas logo foi retomada.
O foguete foi lançado de forma bem sucedida, tendo deixado a plataforma em 10 segundos, apesar da transmissão mostrar que alguns de seus 33 motores não foram acesos. A espaçonave atingiu o max q cerca de 55 segundos após o lançamento, mas, após não realizar a separação do Super Heavy do Starship dois minutos depois, quatro minutos após o lançamento, perdeu o controle, começando a girar, com um minuto depois começando a cair, e foi destruído, a cerca de 39km de altitude.

#### Consequências
Devido ao fato da SpaceX ter intencionalmente minimizado a infraestrutura de proteção na base durante o lançamento (como não ter instalado um sistema de dilúvio ou um diversor de chamas), o foguete danificou tanto a base quanto a infraestrutura ao redor. Na decolagem, o foguete levantou imensas nuvens de poeira, com relatos de Port Isabel, a 10 quilômetros da plataforma, de carros cobertos por poeira, além de outras superfícies e uma janela quebrada. Um carro desocupado foi destruído por destroços e o concreto abaixo da plataforma onde o foguete se encontrava foi totalmente destruído, criando uma cratera de aproximadamente 7 metros de profundidade. Apesar dos danos, a Administração Federal de Aviação confirmou que ninguém se magoou no decorrer do lançamento.
Na quinta, dia 21 de abril, Eddie Treviño Jr., juiz do Condado de Cameron, ordenou o fechamento da praia de Boca Chica e parte da Rodovia 4 até a tarde do dia seguinte, para proteger tanto a saúde do público quanto possibilitar os trabalhos de limpeza. De acordo com Eric Roesch, os riscos relacionados com o lançamento já foram alertados e que a possibilidade da poeira que se espalhou pela região não estava prevista nos relatórios de segurança ambiental.

### Plano de voo original
O veículo foi lançado da Starbase, em Boca Chica, Texas, na Costa do Golfo dos Estados Unidos. Se o lançamento fosse bem-sucedido, o propulsor e a nave iriam separar-se em cerca de 172 segundos após o lançamento. A nave continuaria em voo propulsionado até atingir a órbita terrestre trans-atmosférica, estimada em cerca de 250 x 50 km, o que faria a órbita da Starship decair após cerca de 1h17m.
Supondo que o foguete sobreviveria a subida, tanto o propulsor e a nave realizariam pousos controlados no oceano, mas não seriam recuperados. De acordo com informações enviadas para a Comissão Federal de Comunicações, o propulsor realizaria uma retro-ignição e pousaria a cerca de 32 km da costa no Golfo do México, enquanto a Starship pousaria no Oceano Pacífico a cerca de 100 km a nordeste de Kauai. Nem o Super Heavy ou o Starship seriam resgatados.
| Tempo     | Evento | 17 de abril   | 20 de abril |
| --------- | --- | ------------- | --- |
| −02:00:00 | Diretor de Voo da SpaceX conduz uma votação e verifica que estão todos de acordo para carregamento de propelentes | Sucesso       | Sucesso |
| −01:39:00 | Carregamento de oxigênio líquido e metano líquido em andamento para o Super Heavy Booster                         | Sucesso       | Sucesso |
| −01:22:00 | Carregamento de metano líquido em andamento para a Starship                                                       | Sucesso       | Sucesso |
| −01:17:00 | Carregamento de oxigênio líquido em andamento para a Starship                                                     | Sucesso       | Sucesso |
| −00:16:40 | Resfriamento dos motores do Booster                                                                               | Sucesso       | Sucesso |
| −00:00:40 | Início da sequência de ventilação                                                                                 | Não concluída | Continuada após pausa                                                                                                   |
| −00:00:08 | Sequência de ignição iniciada para o Booster                                                                      | —             | Sucesso |
| −00:00:06 | Ignição dos motores do Booster                                                                                    | —             | Ignição de três motores foi cancelada devido ao software de voo não reconhecê-los como "suficientemente saudáveis"      |
| 00:00:00  | Lançamento | —             | Lançamento bem sucedido, mas causando danos consideráveis à plataforma de lançamento e impactos em construções próximas |
| 00:00:55  | Max q (momento de máximo estresse sobre o foguete)                                                                | —             | Atrasado e menor do que o esperado                                                                                      |
| 00:02:49  | MECO (desligamento do motores principais)                                                                         | —             | Não houve tentativa |
| 00:02:52  | Separação de estágios                                                                                             | —             | Não houve tentativa |
| 00:02:57  | Ignição da Starship                                                                                               | —             | — |
| 00:03:11  | Início de queima para retorno do Booster                                                                          | —             | — |
| 00:04:06  | Fim de queima para retorno do Booster                                                                             | —             | — |
| 00:07:32  | Booster atinge velocidade transônica                                                                              | —             | — |
| 00:07:40  | Início da queima para aterrisagem do Booster                                                                      | —             | — |
| 00:08:03  | Pouso do Booster                                                                                                  | —             | — |
| 00:09:20  | SECO (desligamento dos motores da Starship)                                                                       | —             | — |
| 01:17:21  | Re-Entrada atmosférica da Starship                                                                                | —             | — |
| 01:28:43  | Starship atinge velocidade transônica                                                                             | —             | — |
| 01:30:00  | Impacto da Starship no Oceano Pacífico                                                                            | —             | — |

## Reações
- Bill Nelson, administrador da NASA, parabenizou a SpaceX em seu twitter.[15]
- A SpaceX declarou que o "teste realizado hoje nos ajudará a aperfeiçoar a confiabilidade da Starship enquanto procuramos tornar a vida multi-planetária," com o Elon Musk dizendo que a equipe tentará novamente em poucos meses.[17]
- A Administração Federal de Aviação disse que supervisionará a investigação, algo padrão quando um veículo é perdido em voo.[35]
- O historiador espacial Jordan Brimm, da Universidade de Chicago, disse que o voo "caiu entre um pequeno passo e o que esperavam ser um gigantesco salto, mas ainda assim representa um progresso significativo na criação de um foguete super-pesado reutilizável".[24]
- Em sua maioria, a reação dos comentaristas foi positiva.[36][24]